# Amal El-Mohtar
Amal El-Mohtar es una poeta y escritora de ficción especulativa canadiense. Ha publicado relatos cortos, poesía y reseñas y también es la editora de la revista de poesía fantástica trimestral Goblin Fruit desde 2006. En enero de 2018 se hizo cargo de la columna de reseñas de ciencia ficción y fantasía “Otherworldy” del New York Times Book Review, sustituyendo a N. K. Jemisin.

## Premios y nominaciones
El-Mohtar ha recibido los siguientes premios:
- Premio Rhysling al mejor poema corto en 2009, 2011 y 2014[4]
- Premio Locus al mejor relato corto por "The Truth About Owls", en 2015[5]
- Premio Nebula al mejor relato corto por Seasons of Glass and Iron, en 2016[6]
- Premio Locus al mejor relato corto por Seasons of Glass and Iron, en 2017[7]
- Premio Hugo al mejor relato corto por Seasons of Glass and Iron, en 2017[8]

Sus relatos también han sido nominados al Nebula en 2010 (por The Green Book) y en 2016 (por Madeleine), así como al World Fantasy Award de 2016 (por Pockets) y al de 2017 (por Seasons of Glass and Iron).